# Frank Pitts
Frank Pitts é um ex-jogador profissional de futebol americano estadunidense.

## Carreira
Frank Pitts foi campeão da Super Bowl IV jogando pelo Kansas City Chiefs.